# Pileanthus limacis
Pileanthus limacis är en myrtenväxtart som beskrevs av Jacques-Julien Houtou de La Billardière. Pileanthus limacis ingår i släktet Pileanthus och familjen myrtenväxter. Inga underarter finns listade i Catalogue of Life.